# Täufer auf Eiderstedt

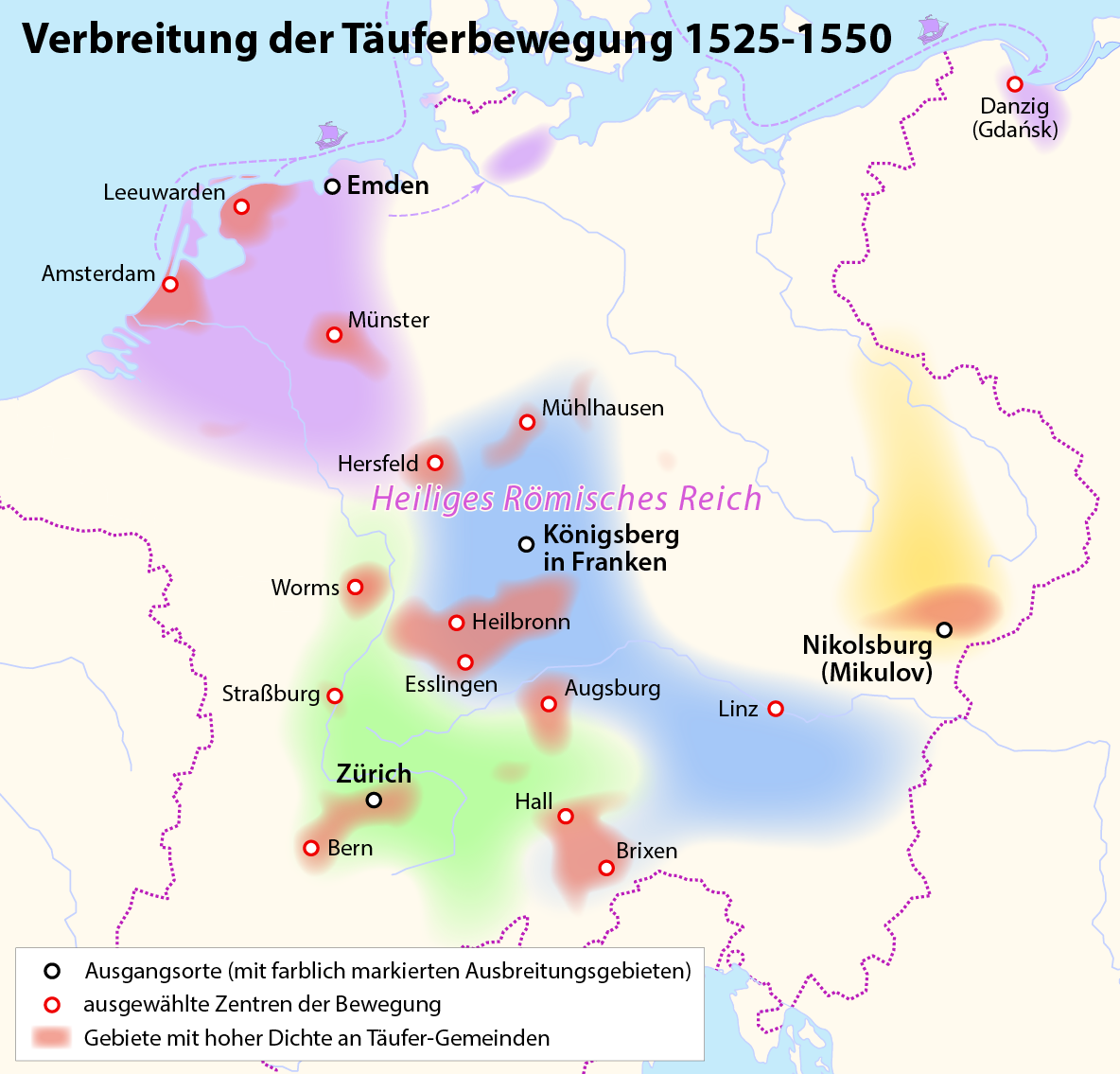
Täufer siedelten sich um 1550 nördlich der Reichsgrenze auf Eiderstedt/Nordfriesland an

Die Täufer auf Eiderstedt gab es zwischen dem 16. und dem 19. Jahrhundert. Sie gehörten zu den niederländischen Siedlern, die sich ab etwa Mitte des 16. Jahrhunderts in der nordfriesischen Landschaft Eiderstedt ansiedelten und eine entscheidende Rolle beim Aufbau der Milchwirtschaft, beim Handel und beim Deichbau spielten. Auf Eiderstedt gab es sowohl Gruppen der Mennoniten als auch der Davidjoristen.

## Geschichte
Bereits vor 1550 hatten sich erste Täufer auf Eiderstedt angesiedelt. Sie kamen aus den damals katholisch regierten Niederlanden, mit denen intensive Handelsbeziehungen bestanden. Einen Schwerpunkt bildete der Ostteil Eiderstedts und besonders die Hafenstadt Tönning und der Ort Oldenswort, wo sich mehrere täuferische Familien nachweisen lassen. Nachnamen wie Bouwens oder Lammerts weisen noch auf diese frühen Einwanderer hin. Ende des 17. Jahrhunderts siedelten sich dort auch verfolgte Täufer aus der Pfalz an. Außer in Tönning und Oldenswort lebten täuferische Familien auch in Witzwort und Koldenbüttel, zeitweise auch in Kotzenbüll und Kating. Im westlichen Eiderstedt (Everschop und Utholm) waren Garding und Tetenbüll Wohnorte. Erst im 17. Jahrhundert gab es Täufer auch in Wester- und Osterhever.
Die Eiderstedter Täufer waren zwar vom 1529 beschlossenen Wiedertäufermandat ausgenommen, da sich das damals dänische Schleswig außerhalb des Römisch-Deutschen Reiches befand, sie waren jedoch auch dort Verfolgungen ausgesetzt. 1557 rief der gottorfsche Herzog Adolf in einem Reskript die örtlichen Pfarrer auf, Täufer anzuzeigen. Mehrmals kam es daraufhin zu Konflikten mit orthodox-lutherischen Pfarrern. Die erste dokumentierte Ausweisung fand 1566 statt, als Herzog Adolf fünf Täufer aus Oldenwort, Tetenbüll, Kotzenbüll und Tönning vertreiben ließ. Im Juni 1588 beschlossen die Räte von Eiderstedt, Evershop und Utholm, weitere sechs Täufer auszuweisen. Auch im Eiderstedter Landrecht von 1591 gab es eine Bestimmung gegen Täufer und Sakramentarier. Erst am 1. Dezember 1614 erklärte der Herzog Johann Adolf, dass die auf Eiderstedt lebenden Mennoniten im Stillen bleiben durften. Das 1623 von Herzog Friedrich III. für die Mennoniten im neugegründeten Friedrichstadt ausgefertigte Privileg wurde schließlich auf Eiderstedt ausgedehnt, so dass die Mennoniten erstmals toleriert wurden. Auch vom Eid und Waffendienst waren die Mennoniten ausgenommen. Jedoch beinhaltete das Privileg die Einschränkung, dass kirchliche Handlungen ausschließlich in Friedrichstadt selbst vorzunehmen seien. Dennoch gab es vereinzelt noch Konflikte, wie das 1663 von Herzog Christian Albrecht ausgestellte Mandat gegen Schriften der Wederdoopers zeigt.
Die David-Joristen waren als vermeintliche Ketzer nicht in das Privileg von 1623 einbezogen und weiter Verfolgungen ausgesetzt. 1635 wurden auf Veranlassung des lutherischen Propstes Moldenit davidjoristische Schriften verboten. Im David-Joristen-Prozess 1642 in Tönning wurden mehrere Bürger beschuldigt, David-Joristen zu sein, was von ihnen jedoch bestritten wurde. Der Prozess endete schließlich mit ihrem öffentlichen Bekenntnis zur lutherischen Konfession und der Verbrennung davidjoristischer Bücher am 10. Oktober 1642 auf dem Markt in Tönning.
Von besonderer Bedeutung für die nordfriesischen Taufgesinnten war Johann Clausen Kotte, der die Eiderstedter Mennoniten bei den religiösen Disputationen 1607 in Tönning und 1608 auf Schloss Gottorf vertrat und die Gunst des Herzogs Johann Adolf gewinnen konnte. Kotte ist ein Beispiel für die wirtschaftliche Kraft, die von den nach Nordfriesland gekommenen Niederländern ausging. Sie intensivierten die Käsezubereitung, trieben intensiven Handel mit den prosperierenden Niederlanden (Friesland, Holland und Flandern) und waren vor allem mit ihren Kenntnissen im Deichbau für den Landesherren von großer Bedeutung. Ihr Einfluss zeigte sich aber auch im kulturell-sprachlichen Bereich – nicht zuletzt an der Ablösung des Eiderstedter Friesisch durch das Niederdeutsche.
Ob und inwieweit es auf Eiderstedt feste täuferische Gemeindestrukturen gab, ist unbekannt. David Joris spricht in seinen zwischen 1549 und 1551 an Adressaten auf Eiderstedt abgefassten Briefen von Gemeinden. Aufgrund der Bedrohung durch Folter und Ausweisung dürften sich diese jedoch ausschließlich in geheimen Konventikeln zusammengefunden haben, wie sie auch Anna Ovena Hoyer auf ihrem Gut Hoyersworth beherbergte. Die Mennoniten schlossen sich mit Gründung Friedrichstadts den dort gebildeten flämischen, friesischen und hochdeutschen Gemeinden an. Zum Teil unterhielten sie auch eigene Schulen.
Nach der Gründung Friedrichstadts ging die Zahl der Täufer auf Eiderstedt bald zurück. Gab es dort bis zum Beginn des 18. Jahrhunderts noch mehrere hundert Täufer, so sank ihre Zahl bis in das 19. Jahrhundert aufgrund von Assimilation, Auswanderung, aber auch unter dem politischen Druck wie dem Mischehenerlass von 1751, rapide.